# Artérias temporais profundas
As artérias temporais profundas são duas:
- artéria temporal profunda anterior
- artéria temporal profunda posterior

Elas ascendem entre o músculo temporal e o pericrânio. Vascularizam o músculo temporal e se anastomosam com a artéria temporal média; a anterior se comunica com a artéria lacrimal através de pequenos ramos que perfuram o osso zigomático e a asa maior do osso esfenóide.